# Taastrup
 "Tåstrup" omdirigeres hertil. For andre betydninger af Tåstrup, se Tåstrup (flertydig).
Taastrup eller Tåstrup ligger på Nordøstsjælland og er en forstad til København. Den ligger øst for den gamle landsby Høje-Taastrup, der nu er vokset sammen med selve Taastrup. Byen har 37.231 indbyggere  (2024) og ligger i Høje-Taastrup Kommune under Region Hovedstaden.
Taastrup er vokset op omkring Taastrup Station, hvorved de oprindelige landsbyer Valby (ofte kaldet Taastrup-Valby for at undgå forveksling) og Klovtofte er vokset sammen. I mange år efter stationens anlæggelse i 1847 blev den kaldt Køgevejens Station, idet den ligger nær den gamle landevej Køgevej.
Området Taastrup strækker sig omtrent nord-syd ad Taastrup Hovedgade fra Klovtoftekrydset (krydset mellem Roskildevej og Taastrup Hovedgade) til Ishøj Stationsvej og omfatter to sogne, Taastrup Nykirke og Rønnevang. I alt har Taastrup og den dermed sammenhængende bebyggelse godt 32.000 indbyggere (2009) inklusive 14 personer i tilstødende bebyggelse i Ishøj Kommune.

## Navn
Navnet Taastrup, også stavet fx Tostrup (jf. Atlas Danicus), har historisk været knyttet til det nuværende Høje Taastrup og det område, Høje Taastrup Sogn oprindelig dækkede. En ny bydel i den sydlige del af Høje-Taastrup Kommune har fået navnet Torstorp, der etymologisk skal betyde det samme som Taastrup.
Navnet Tåstrup er dog i det 12. århundrede kendt som Thorstenstorp og kommer af navnet "Thorsten" og ordet "torp"
Den officielle retskrivning anbefaler at stave byens navn med Å, men Aa er ligeledes også tilladt, selvom Tåstrup ikke er nævnt specifikt i Retskrivningsordbogen. Kommunen har besluttet at gå tilbage til den gamle stavemåde Taastrup, hvilket DSB, Vejdirektoratet og Banedanmark efterhånden har accepteret.

## Erhverv
Detailhandelen ligger næsten udelukkende langs Taastrup Hovedgade (indtil 1. januar 2006 en del af Køgevej) og i Taastrup Stationscenter, som blev opført i 1972. Der er andre butikscentre i byen, herunder Blåkildecentret.
Et nyt lille butikscenter, Taastrup Torv, der ligger ved Taastrup Station, blev indviet den 26. september 2013.
DSB flyttede i 2013 sit hovedkvarter til byen, og flere andre små og mellemstore virksomheder har, eller har haft, domicil i Taastrup. Heriblandt den danske sprøjteproducent Hardi, som dog afviklede dette i 2016, samt kommunikations og datacenterleverandøren GlobalConnect.